# Clubiona manshanensis
Clubiona manshanensis là một loài nhện trong họ Clubionidae.
Loài này thuộc chi Clubiona. Clubiona manshanensis được miêu tả năm 1988 bởi Zhu & An.